# اختبار المنعكس الحراري
التحفيز الدهليزي الحراري أو اختبار المنعكس الحراري في الطب هو اختبار للمنعكس الدهليزي البصري الذي يتضمن إرواء القناة الأذن الخارجية بالماء الدافئ أو البارد، بهدف التحقق من التماثل الوظيفي في الجهاز الدهليزي المحيطي.
اكتشف روبرت باراني وجود هذا المنعكس وفاز بجائزة نوبل في عام 1914 عن هذا الاكتشاف.